# Kirsty Balfour
Kirsty Balfour (Reino Unido, 21 de febrero de 1984) es una nadadora británica especializada en pruebas de estilo braza larga distancia, donde consiguió ser subcampeona mundial en 2007 en los 200 metros.

## Carrera deportiva
En el Campeonato Mundial de Natación de 2007 celebrado en Melbourne ganó la medalla de plata en los 200 metros estilo braza, con un tiempo de 2:25.94 segundos, tras la australiana Leslie Jones (oro con 2:21.84 segundos) y empatada con la estadounidense Megan Jendrick.